# منتخب بريطانيا العظمى لهوكي الحقل للسيدات
منتخب بريطانيا العظمى الوطني لهوكي الحقل للسيدات (بالإنجليزية: Great Britain women's national field hockey team)‏ هو ممثل المملكة المتحدة الرسمي في المنافسات الدولية في هوكي الحقل للسيدات.